# María Isabel
Pour la série, voir María Isabel (série télévisée, 1997).
 (juillet 2025).
Si vous disposez d'ouvrages ou d'articles de référence ou si vous connaissez des sites web de qualité traitant du thème abordé ici, merci de compléter l'article en donnant les références utiles à sa vérifiabilité et en les liant à la section « Notes et références ».
María Isabel López Rodríguez mieux connue sous son prénom María Isabel est une chanteuse, actrice, présentatrice et modèle espagnole née le 4 janvier 1995 à Ayamonte dans la province de Huelva, en Andalousie.

## Biographie
Depuis son plus jeune âge, María Isabel étudie le piano mais s'ennuie vite. Son intérêt principal est de chanter et de danser.
Elle a gagné le festival Concours Eurovision de la chanson junior 2004 avec la chanson Antes muerta que sencilla.
María Isabel a sorti un nouvel album appelé Número 2, qui inclut quelques thèmes inspirés du flamenco et du reggaeton. Son troisième album Capricornio est sorti en novembre 2006. Son 4e album Ángeles S.A. est sorti en novembre 2007 à l'occasion du film homonyme dans lequel elle est le personnage principal. María Isabel a un frère aîné prénommé Saúl âgé de 17 ans.
Dans sa ville natale, la municipalité d'Ayamonte dans le sud de l'Espagne (Andalousie) près de la frontière portugaise lui a rendu hommage en inaugurant un parc portant son nom avec une statue d'elle réalisée par le sculpteur Alberto Germán Franco. La municipalité a nommé María Isabel la Hija Predilecta, en mérite de ses succès musicaux.
Le 30 octobre 2015 est sorti son nouveau single La Vida Solo Es Una sur les plateformes de téléchargement légal.

## Cinéma
En juillet 2007, elle devient actrice dans un film, Ángeles S.A., à Madrid, dont le tournage durera approximativement 7 semaines. Le film est sorti en salles en Espagne le 21 décembre 2007. Une version française a été enregistrée en 2008 à Barcelone dans les studios Sony. Les voix principales ont été doublées par Solène Merlant et Alice de La Guéronnière.

## Discographie
Le premier album de María Isabel, ¡No me toques las palmas que me conozco!, sort en Argentine, au Mexique, en Pologne, en France, en Italie et au Japon. L'album a été vendu à plus de 500 000 copies (5 disques de platine).
L'album Número 2 fut un succès phénoménal (comme le premier album), avec plus de 200 000 copies vendues (2 disques de platine), ce qui consacra María Isabel à devenir une des jeunes artistes ayant vendu le plus de disques, à ce jour, dans toute l'histoire de l'Espagne.
L'album Capricornio a atteint un volume de ventes ayant dépassé les 80 000 copies (disque de platine), et connut le succès aussi grâce à son single De qué vas.
Le dernier album de María Isabel, Ángeles S.A', est sorti le 27 novembre 2007 et a obtenu en seulement deux semaines la certification de disque d'or (40000 copies vendues). Son single est Cuando no estás, thème principal du film Ángeles S.A et qui marque les débuts de María Isabel dans le monde du cinéma.

## Mode
María Isabel participe pour la première fois comme modèle en 2010 au Salon International de Mode Flamenca (SIMOF) dans la collection de Carmen Vega appelée "Cerca del Arcoiris" ("Près de l'arc-en-ciel"). En plus de poser comme modèle pour cette collection, María Isabel a également interprété la chanson Près de l'arc-en-ciel, portant le même nom que la collection. María Isabel a ensuite participé en 2011 et 2012 encore pour le SIMOF pour les collections de Carmen Vega, appelées respectivement Bella (Belle) et Presumidas y Coquetas (Suffisantes et coquettes). Elle a également été modèle pour la première fois à La Pasarela Flamenca de Jerez en 2011 avec la collection "Bella" de Carmen Vega. En février 2013, elle fit sa quatrième apparition au Salon International de Mode Flamenca avec la collection de Carmen Vega, Me embrujaste (Tu m'as envoûté) aux côtés de Reina Gitana et Rocío Márquez. Pour la deuxième fois, en février 2013, María Isabel est présentée dans la Pasarela Flamenca comme modèle pour une collection de Carmen Vega.

## Albums
¡No me toques las palmas que me conozco! (2004)
1. Antes muerta que sencilla
2. La vida es bella
3. Un muchacho
4. ¡No me toques las palmas que me conozco !
5. Mi limusín
6. La noche y tu voz
7. Escalofrío
8. La pepa
9. ¿Onde vas Marisabel ?
10. Mira Niño

Número 2 (2005)
1. Pues va a ser que no
2. Quién da la vez
3. Mi abuela
4. María Isabel número 2
5. Tu libertad
6. 3x2
7. Me enamoro
8. Original
9. La reina de la fiesta
10. Piel de chocolate
11. De Ayamonte pa'l mundo
12. En mi jardín (pista extra)

Capricornio (2006)
1. De qué vas
2. Súper guay
3. Vampira
4. Washisnein
5. Cometas de cristal
6. Mejor sola que mal acompañada
7. Comba maria
8. Fantástica
9. La maleta del abuelo
10. En mi escalera
11. Yo soy del sur
12. Sumar
13. Toma que dale
14. Comme ci, Comme ça
15. Tómbola (Con Marisol)

Ángeles S.A. (2007)
1. Mis ojos caramelo
2. Angelitos buenos
3. En este instante
4. El mundo al revés
5. Cuando no estás
6. Entre montañas
7. Baila a mi vera
8. Dime por qué
9. Angelitos
10. Cuando no estás (instrumental)
11. El mundo al revés (instrumental)
12. Angelitos buenos (instrumental)

Los Lunnis con Maria Isabel (2009)
1. Cosquillitas
2. Vaya fiesta
3. Vida sana
4. La canción de los derechos
5. Toc, toc (shop, shop)
6. Good morning
7. Los Lunnis nos vamos a la cama
8. Vive la Navidad
9. Somos Lunnis
10. Despierta ya
11. Cumple cumpleaños
12. Navidad Lunnis
13. Cosquillitas (Con Los Lunnis)
14. Lunnis 2.0 (Sintonía del programa)

Yo decido (2015)
1. La vida solo es una
2. Yo decido
3. El brillo de la luna
4. Tu mundo
5. Dame si es el alma
6. Confío en ti
7. Like
8. Por la distancia
9. Cuarentena
10. Sale el sol

### Eurojunior 2004
1. Mira Niño
2. Antes muerta que sencilla
3. Guerra fría
4. Dámelo ya
5. ¡No me toques las palmas que me conozco!